# الجميم (الخبت)

تعديل مصدري - تعديل

الجميم هي إحدى قرى عزلة أذرع بمديرية الخبت التابعة لمحافظة المحويت، بلغ تعداد سكانها 1511 نسمة حسب تعداد اليمن لعام 2004.